# Neomarica longifolia
Neomarica longifolia är en irisväxtart som först beskrevs av Heinrich Friedrich Link och Christoph Friedrich Otto, och fick sitt nu gällande namn av Thomas Archibald Sprague. Neomarica longifolia ingår i släktet Neomarica och familjen irisväxter. Inga underarter finns listade i Catalogue of Life.

## Bildgalleri

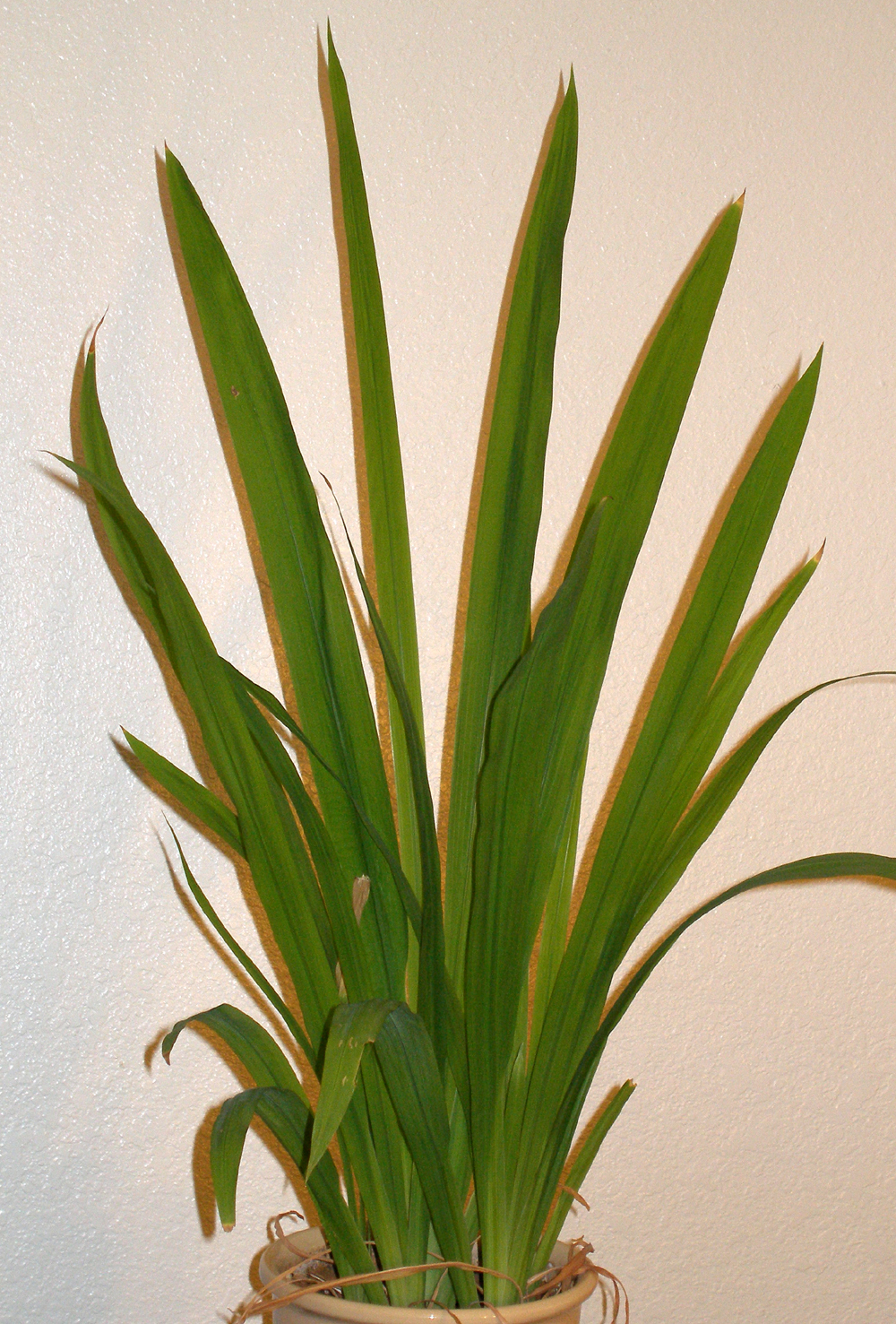